# Phare de Heimaey
Le phare de Heimaey est un phare situé sur l'île principale de l'archipel des Vestmannaeyjar, Heimaey, dans la région de Suðurland. Il marque l'entrée du port.